# Мост Максвелла

Электрическая схема моста Максвелла

Мост Ма́ксвелла — это разновидность моста Уитстона, применяемый для измерения неизвестной величины индуктивности (обычно при малых значениях добротности {\displaystyle Q}) через изменяемые известные значения активного сопротивления и ёмкости.

## Принцип действия
В соответствии с обозначениями на рисунке обычно {\displaystyle R_{1}} и {\displaystyle R_{4}} являются постоянными резисторам с известными сопротивлениями, а {\displaystyle R_{2}} и {\displaystyle C_{2}} являются известными изменяемыми величинами. При измерении {\displaystyle R_{2}} и {\displaystyle C_{2}} изменяются до балансировки  моста.
Тогда {\displaystyle R_{3}} и {\displaystyle L_{3}} могут быть определены по формулам:
{\displaystyle R_{3}={R_{1}\cdot R_{4} \over R_{2}},}
{\displaystyle L_{3}=R_{1}\cdot R_{4}\cdot C_{2}.}
Во избежание сложностей, связанных с точным определением значения ёмкости переменного конденсатора иногда в схеме используют конденсатор с постоянной ёмкостью, а переменными делают более одного резистора.
Дополнительная трудность, возникающая при использовании моста Максвелла, по сравнению с более простыми видами измерительных мостов, возникает при существенных взаимной индуктивности между элементами схемы или электромагнитных наводках, вносящих погрешности в результаты измерения.
Реактивное сопротивление конденсатора в мосте компенсирует реактивное сопротивление измеряемой индуктивности, что позволяет надёжно определять значения измеряемой индуктивности и её активного сопротивления.